# Oskar Lenz

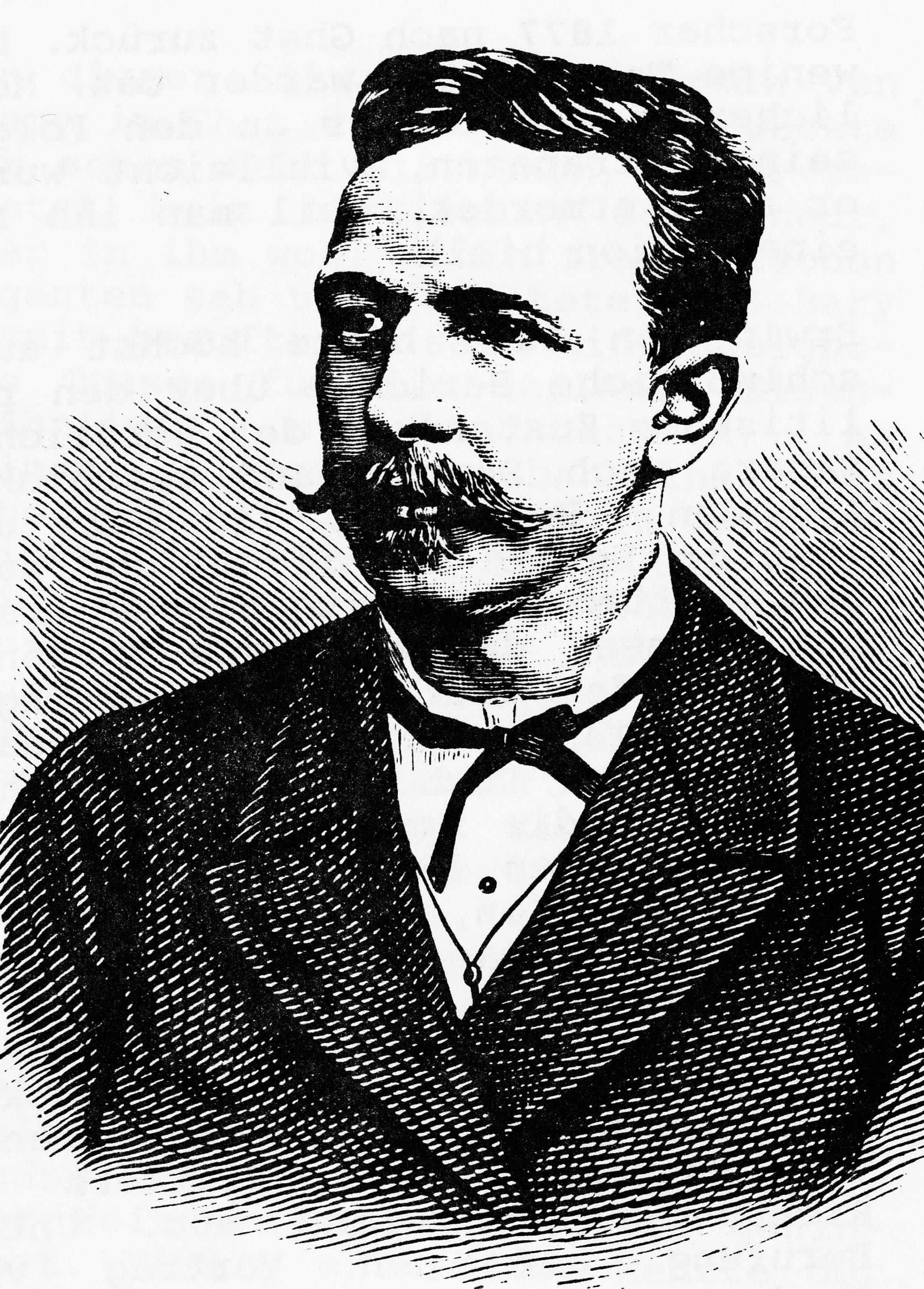
Oskar Lenz (um 1885)

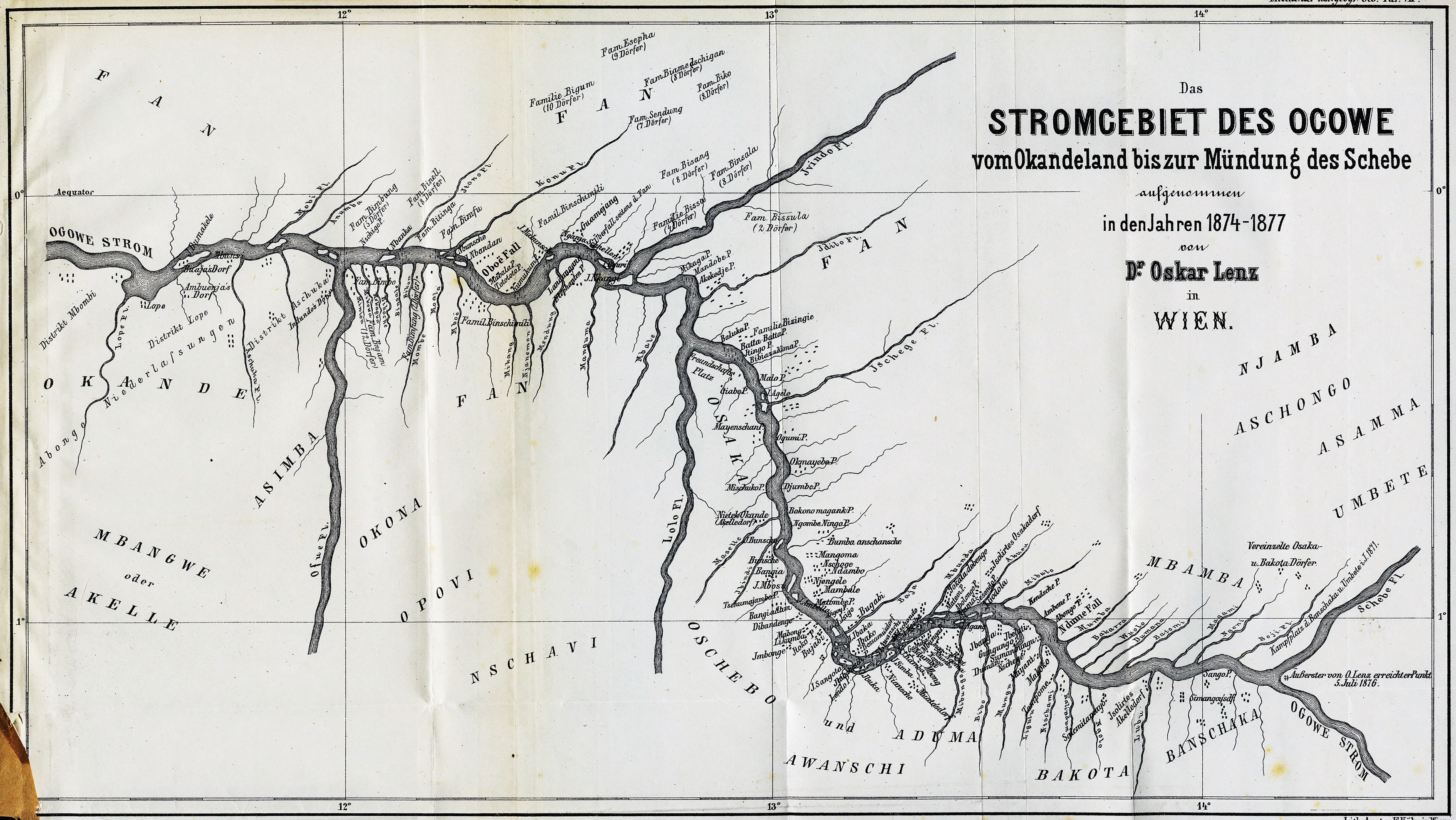
Das Stromgebiet des Ogowe vom Okandeland bis zur Mündung des Schebe aufgenommen in den Jahren 1874–1877 von Dr. Oskar Lenz in Wien (Karte: 1877)

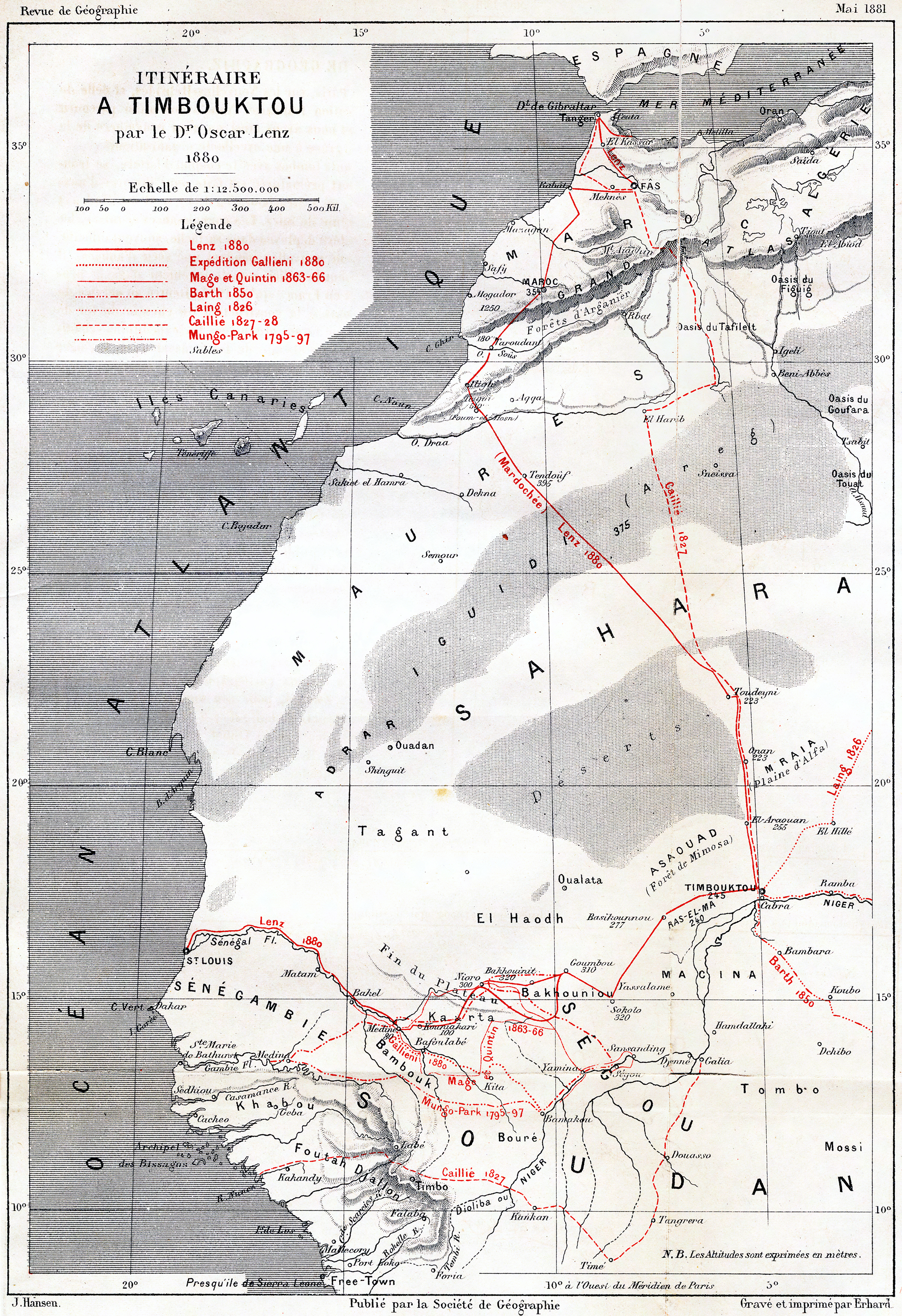
Expeditionsroute nach Timbuktu, 1879/80, im Verhältnis zu Routen anderer Forscher (Karte: 1881)

Heinrich Oskar Lenz (* 13. April 1848 in Leipzig; † 2. März 1925 in Sooß) war ein deutsch-österreichischer Afrikaforscher, Mineraloge und Geologe.

## Leben und Wirken
Lenz, Sohn eines Schuhmachers, absolvierte das Leipziger Nicolaigymnasium. Ab 1866 studierte er an der Universität Leipzig Mineralogie und Geologie und wurde dort 1870 zum Dr. phil. promoviert. 1870 ging er nach Wien als Lehrer an ein Privatinstitut; 1872 trat er als Volontär in die k.k. Geologische Reichsanstalt ein, wo er noch im selben Jahr, verbunden mit der österreichischen Staatsbürgerschaft, definitiv angestellt wurde. Er mappierte südliche und östliche Gebiete von Österreich-Ungarn. 1874–77 war er, in Wien beurlaubt, als Forschungsreisender im Dienste der in Berlin ansässigen Deutschen Gesellschaft zur Erforschung Äquatorial-Afrikas in der französischen Kolonie Gabun, wo er hauptsächlich in der Umgebung des Flusses Ogowe arbeitete. Lenz musste jedoch die Expedition wegen Krankheit sowie der Weigerung seiner schwarzen Begleiter, noch weiter zu gehen, abbrechen. Auf dem Rückweg begegnete er Pierre Savorgnan de Brazza, der die Untersuchung des Ogowebeckens vollendete.
Von 1877 bis 1879 beteiligte er sich im Dienstauftrag der Reichsanstalt als Sections-Geologe an den Landesaufnahmen in Ostgalizien (Gebiet Stryj, Bolechiw, Halytsch) mit denen auch mehrfach prähistorische Ausgrabungen verbunden waren.
Größere Erfolge brachte seine zweite Reise, 1879–80. Eine von Lenz angeführte Expedition durchquerte erstmals die Sahara von Marokko an den Senegal; Hauptaugenmerk der Reise waren geologische Studien, vor allem die in Nordwestafrika vermuteten Eisenerzvorkommen. In Timbuktu wurde Lenz, der für den Sohn des Afrikaforschers Heinrich Barth gehalten wurde, am 1. Juli 1880 freundlich empfangen, obwohl die allgemeine Stimmung in der Karawanenstadt wegen der französischen Vorstöße vom Senegal und von Algerien aus in Richtung Niger aufgeheizt und latent fremdenfeindlich war. Lenz, der sich, entsprechend gekleidet, als (muslimischer) türkischer Arzt ausgab, und seine Begleiter hatten weitgehend unbehelligt reisen können, doch beteiligte sich der Forscher nach seiner Rückkehr nach Europa besonders aggressiv an der anti-islamischen Agitation, die eine koloniale Inbesitznahme Nord- und Westafrikas ideologisch rechtfertigen sollte. Aus dem Islam könne „nur Intoleranz, Gier, Morde, Raub und systematische Ermordungen resultieren“ – so Lenz, der in seinem Buch über Timbuktu zugleich behauptete, der Islam sei „der Feind jeglichen Fortschritts“ und existiere „nur durch die Kraft seiner eigenen Trägheit, die ihn unangreifbar“ mache. Indem er dem Islam als eine Verneinung der Kultur (Orig.: „négation de la civilisation“) wahrnahm, wurde ihm der Status einer Kultur abgesprochen. In diesem islamophoben Weltbild stellt Islam eine Antikultur dar. Entsprechend dieser Wahrnehmung wurden Muslime als unzivilisierbar betrachtet. Lenz war der erste Europäer, der von Norden kommend über Timbuktu den Sengal erreichte (Eintreffen in der Hafenstadt Saint-Louis am 22. November 1880). Eine vergleichbare Route war in umgekehrter Richtung von René Caillié (1799–1838) ein halbes Jahrhundert zuvor zurückgelegt worden.

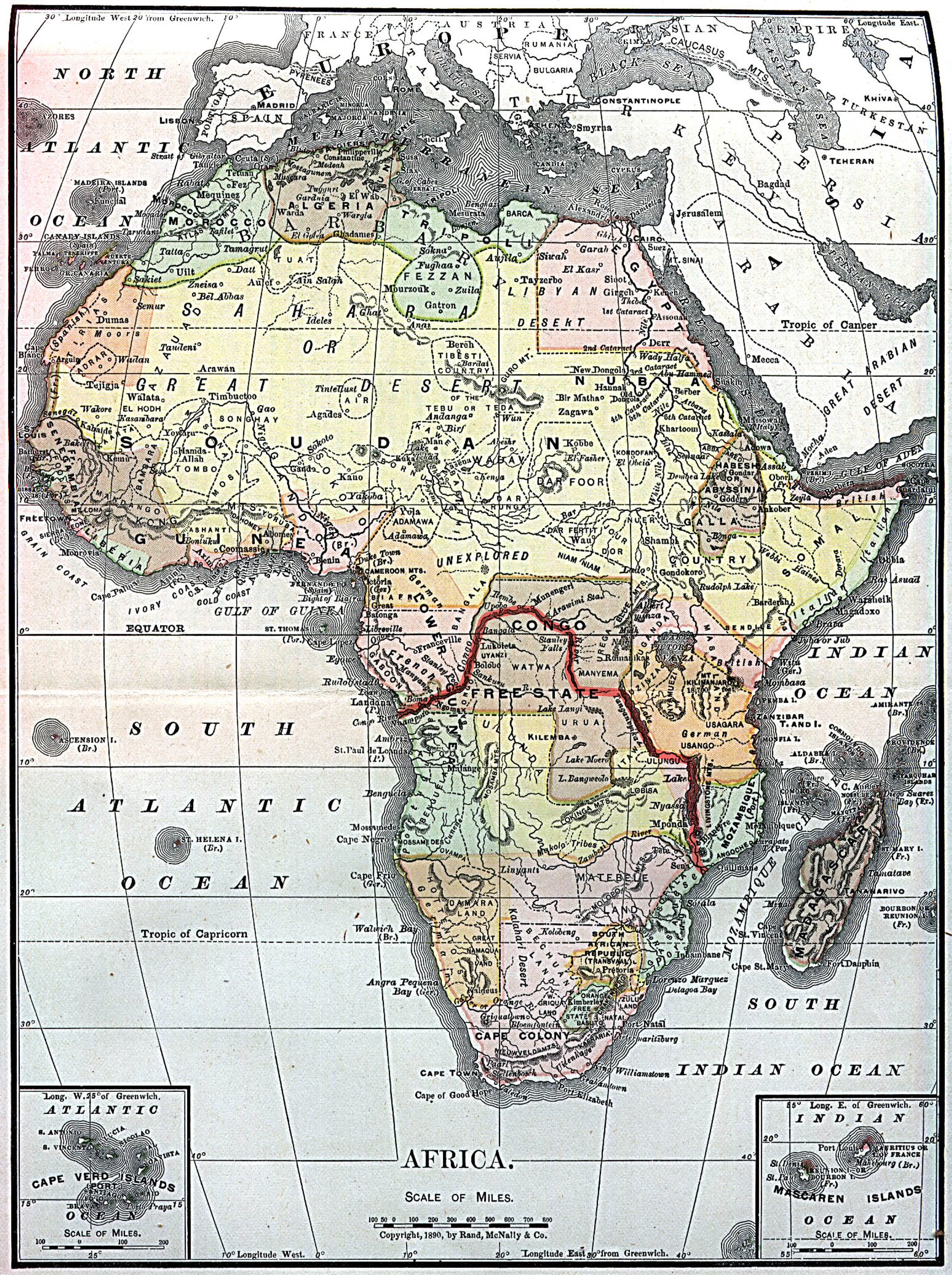
Route der von Oskar Lenz geführten Österreichischen Kongo-Expedition, 1885–87 (Karte: 1890)

Nach Vorträgen bei geographischen Gesellschaften in Spanien, Frankreich und Deutschland war Lenz ab Mitte 1881 wieder an der Geologischen Reichsanstalt, befasste sich nun zuvörderst mit geografischen Arbeiten und übernahm die Redaktion der Monatsschrift Aus allen Welttheilen , wurde in der Folge Generalsekretär der k.k. geographischen Gesellschaft und, mit 7. März 1885, ordentlicher Professor der Geographie an der k.k. Universität Czernowitz.
Er kam jedoch nicht dazu, diese Stellung anzutreten, da er von der k.k. geographischen Gesellschaft mit der Leitung einer in den neu errichteten Congo-Staat führenden Expedition beauftragt wurde. Deren Ziel sollte im Weiteren der Versuch sein, vom oberen Kongo aus, in nordöstlicher Richtung, die oberen Nilgebiete zu erreichen und dabei Erkenntnisse über die zwischen beiden Gewässern bestehende Wasserscheide zu erlangen.
Hauptbestreben dieser bis 1887 dauernden Forschungsreise war die Feststellung der tatsächlichen Handelsverhältnisse im 1885 gegründeten Kongo-Freistaat sowie die Kartografierung des Kongo-Stroms. Am 1. Juli 1885 reiste die Expedition auf dem (1881 fertiggestellten, 1908 verschrotteten) Dampfer Carl Woermann von Brunswik (Kiel) ab. Ziel war die an der Kongomündung gelegene Hafenstadt Banana. Die Schiffsroute berücksichtigte Handelsplätze, an denen sich deutsche, britische und französische Faktoreien befanden. Die Ankunft in Banana erfolgte am 14. August 1885.
Lenz konzentrierte sich vor allem auf die geologischen und ethnographischen Studien, während seine Begleiter, zunächst, bis zu dessen Erkrankung an Diphtherie, Oskar Baumann (1864–1899), dann Friedrich Bohndorff (1848–1921), für die Kartografierung des Gebietes zuständig waren. Widrige Umstände, vor allem auch der Mangel einer genügend großen militärischen Macht, ließen den Plan, die Gebiete nördlich vom Kongo zu erreichen, scheitern – jedoch gelang dem Unternehmen die einheitliche Durchquerung des afrikanischen Kontinents von der Mündung des Kongo bis zur Mündung des Zambesi.
Für etwa 1.600 Flusskilometer, von Pool Malebo (beim heutigen Kinshasa) stromaufwärts bis Kisangani (), benötigte die Forschergruppe, seit 29. Dezember 1885 an Bord des neuen, von der Regierung des Kongo-Staates zur Verfügung gestellten Dampfers H. M. Stanley, 48 Tage.  In Kisangani traf Lenz den (europäischen Forschern gut gesinnten) Sklaven- und Elfenbeinhändler Tippo Tip (1837/38–1905), die einflussreichste Persönlichkeit Ostafrikas jener Zeit, der ihm von einer Expedition in die höchst unsicheren Gebiete nördlich des Kongo abriet, ihm jedoch für die kommende Weiterfahrt auf dem stark strömenden Kongo (jenseits der Stanleyfälle) drei schwere Kanus (à 6–8 Ruderer) für so gut wie umsonst gab  sowie ihm einige seiner arabischen Gefolgsleute zum Schutz gegen Angriffe (anthropophager) Einheimischer zur Seite stellte.
Nach (erneut) 48 Tagen erreichten die Kanus Nynagwe () (Provinz Maniema), einen Handelsort, dessen Bedeutung zugunsten von Kasongo (), dem Hauptquartier Tippo Tips, im Schwinden begriffen war. Am 23. Mai 1886 kam die Expedition in das 15 Kilometer landeinwärts gelegene Kasongo  – und gelangte später von dort über Landpassagen vom Tanganjika- zum Nyassasee und über Shire und Sambesi am 13. Dezember 1886 an den Indischen Ozean. Die Heimreise führte über Mosambik (das er am 14. Jänner 1887 erreichte), Sansibar und Aden.
Im März 1887 war Lenz wieder in Wien, und bereits im Juni darauf wurde er ordentlicher Professor an der Deutschen Universität Prag, wo er an der 1875 geschaffenen Lehrkanzel für Geographie Dionys von Grün (1819–1896) nachfolgte, ein geografisches Institut einrichtete und eine Lehrtradition begründete. Lenz war 1892/93 Dekan, 1902/03 Rektor; 1909 trat er freiwillig in den Ruhestand.

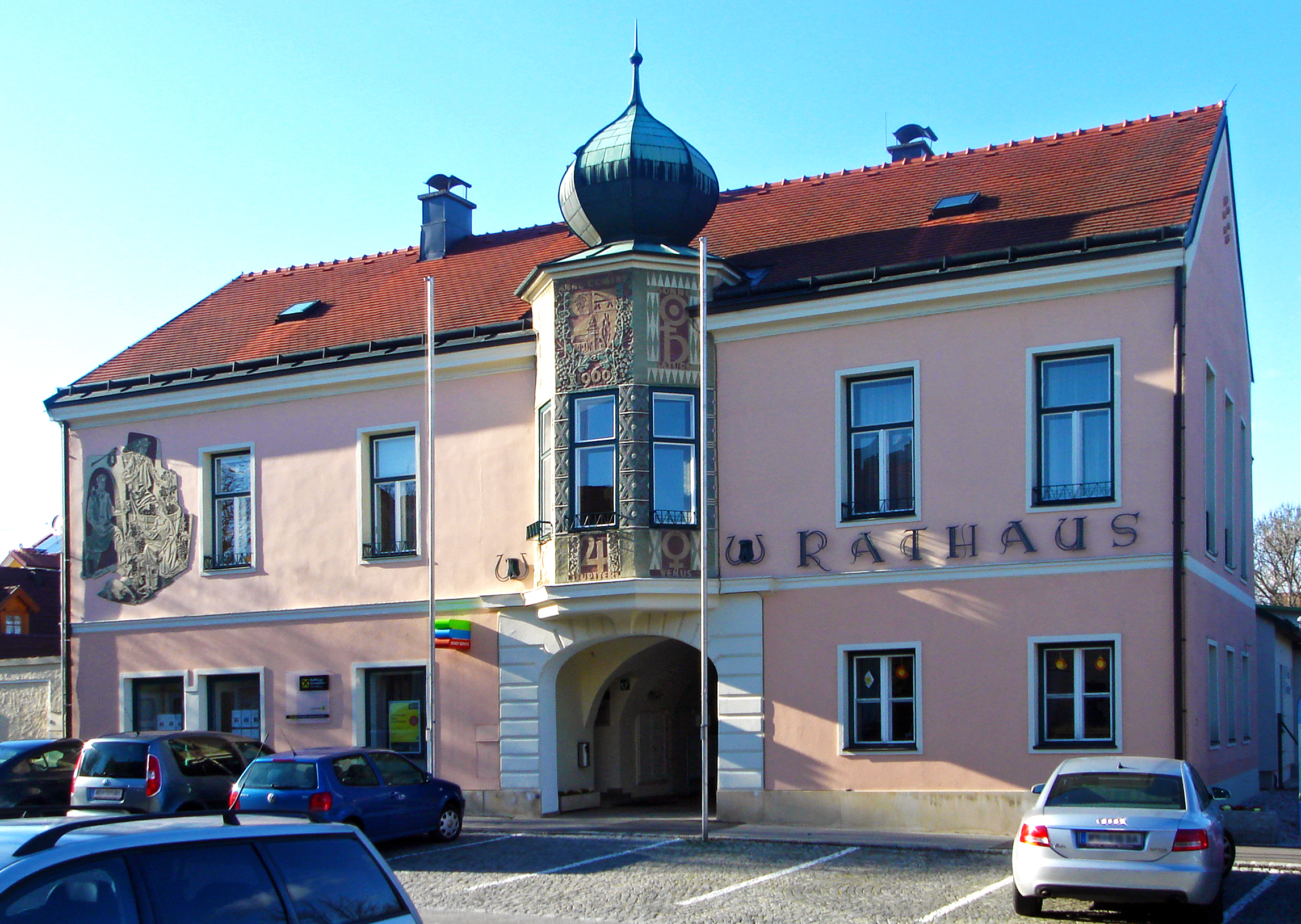
Wohn- und Sterbehaus (Sooß, Hauptstraße 48)

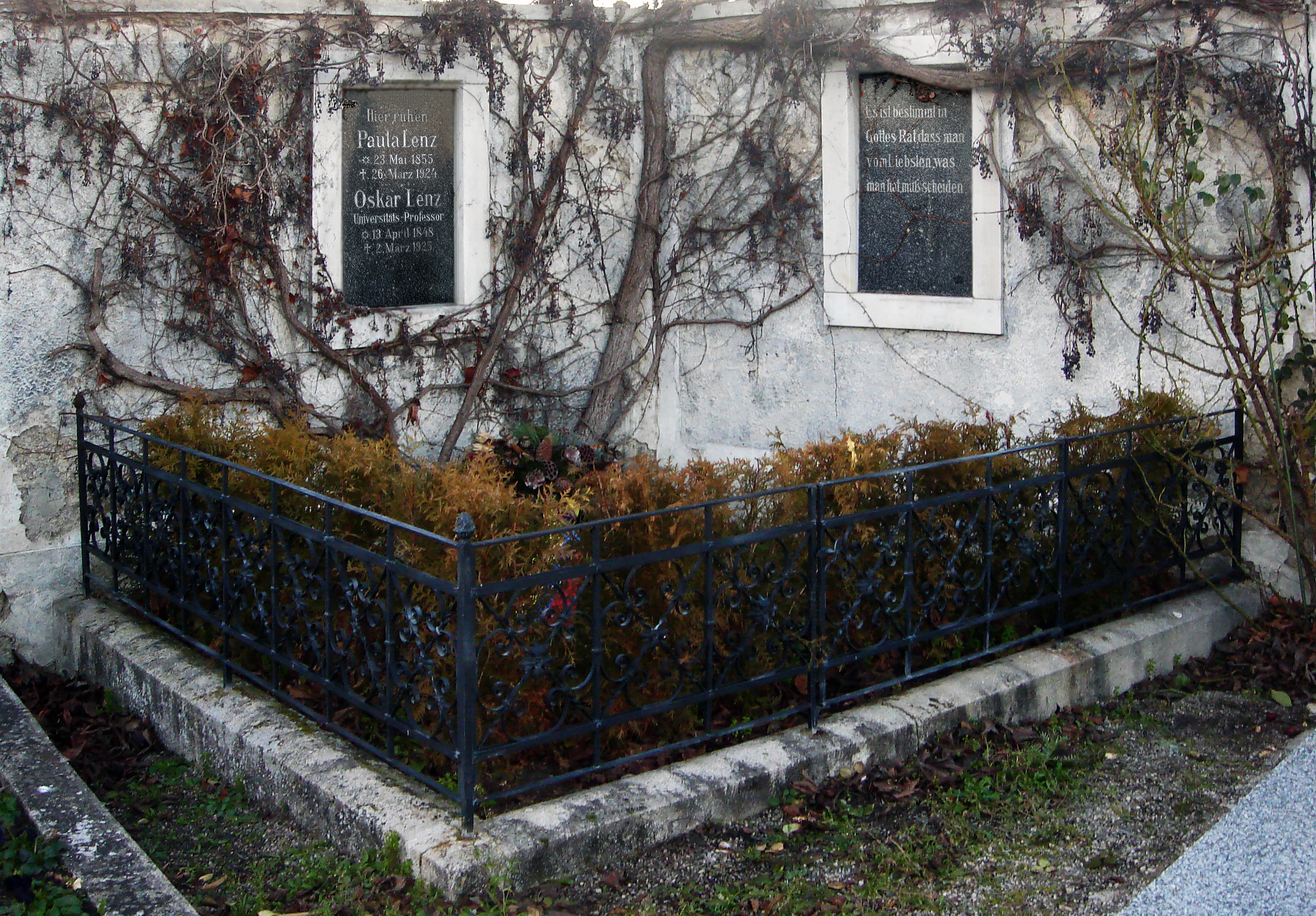
Grabmal auf dem Ortsfriedhof von Sooß

Oskar Lenz, der 1894 in der Gemeinde Sooß eine Liegenschaft erworben hatte, erlag (ein Jahr nach dem Tode seiner aus Wien stammenden Ehefrau, Paula, geborener Ridolfi) einem Schlaganfall. Er wurde am 5. März 1925 auf dem Ortsfriedhof von Sooß zur letzten Ruhe bestattet. 
Lenz war bereits im 70. Lebensjahr nach Georg Schweinfurth (1836–1925) und Gustav Theodor Fritsch (1838–1927) der älteste noch lebende deutsche Afrikaforscher.

## Schriften
- Notizen über den alten Gletscher des Rheinthales. In: Jahrbuch der Kaiserlich-Königlichen Geologischen Reichsanstalt. Band 24.1874, ZDB-ID 217948-9. Braumüller, Wien 1874, S. 325–332. – Volltext online.
- Reise auf dem Ogowe in West-Afrika. Berichte von Dr. Oskar Lenz an den Vorstand der Deutschen Afrikanischen Gesellschaft. In: Petermann: Mittheilungen aus Justus Perthes’ Geographischer Anstalt. Band 21, Jahrgang 1875, ZDB-ID 2143291-0, S. 121–130. — Volltext online.
- Reise auf dem Okande in Westafrika. Bericht an den Vorstand der deutschen afrikanischen Gesellschaft in Berlin. In: Zeitschrift der Gesellschaft für Erdkunde zu Berlin. Band 10.1875, ZDB-ID 2155431-6. Gesellschaft für Erdkunde, Berlin 1875, S. 236–265. — Volltext online sowie Karte einer Reise in die Bajaka-Länder online.
- Notizen. Vom Ogowe. In: Mittheilungen der kais(erlichen) und königl(ichen) geographischen Gesellschaft in Wien, Jahrgang 1875, Band 18/1875, S. 319 ff. (online bei ANNO).
- Skizzen aus Westafrika. Selbsterlebnisse von Oskar Lenz. Hofmann, Berlin 1878. — Volltext online.
- Ueber Zwergvölker in West-Afrika. In: Mittheilungen der kais(erlichen) und königl(ichen) geographischen Gesellschaft in Wien, Jahrgang 1878, Band 21/1878, S. 28–39 (online bei ANNO).
- Reise vom Okandeland bis zur Mündung des Schebeflusses. Mit zwei Karten (Siehe Tafel VII u(nd) VIII). In: Mittheilungen der kais(erlichen) und königl(ichen) geographischen Gesellschaft in Wien, Jahrgang 1878, Band 21/1878, S. 457–483 (online bei ANNO).
  - — (Fortsetzung u(nd) Schluss). In: —, Jahrgang 1878, —, S. 505–527 (online bei ANNO).
  - Das Stromgebiet des Ogowe vom Okandeland bis zur Mündung des Schebe (…). In: —, Jahrgang 1878, —, S. VII (Bildtafel) (online bei ANNO).
  - Ethnographische Karte vom Stromgebiet des Ogowe (…). In: —, Jahrgang 1878, —, S. VIII (Bildtafel) (online bei ANNO).
- Feuilleton. Ein deutscher Colonisations-Versuch in West-Afrika. In: Neue Freie Presse, Morgenblatt, Nr. 5232/1879, 21. März 1879, S. 1 ff. (online bei ANNO).[Anm. 6]
- Die Arbeitsverhältnisse in den Handels-Factoreien West-Afrika’s. In: Monatsschrift für den Orient, Jahrgang 1879, S. 8 f. (online bei ANNO).
  - Die Goldküste in West-Afrika (Teil 1/3). In: Monatsschrift für den Orient, Jahrgang 1879, S. 27–31 (online bei ANNO).
  - Die Goldküste in West-Afrika (Teil 2/3). In: Monatsschrift für den Orient, Jahrgang 1879, S. 52–56 (online bei ANNO).
  - Die Goldküste in West-Afrika (Teil 3/3). In: Monatsschrift für den Orient, Jahrgang 1879, S. 78–82 (online bei ANNO).
- (Reisebriefe aus Marokko; 27. November 1879, 4. Jänner 1880). In: Mittheilungen der kais(erlichen) und kön(iglichen) Geographischen Gesellschaft in Wien, Jahrgang 1880, Band 23/1880, S. 45 f. (online bei ANNO).
- (Reisebrief aus dem Atlasgebiet; 18. März 1880). In: Mittheilungen der kais(erlichen) und kön(iglichen) Geographischen Gesellschaft in Wien, Jahrgang 1880, Band 23/1880, S. 190 f. (online bei ANNO).
- (Reisebrief aus Arauan; 20. Juni 1880). In: Mittheilungen der kais(erlichen) und kön(iglichen) Geographischen Gesellschaft in Wien, Jahrgang 1880, Band 23/1880, S. 477 f. (online bei ANNO).
- Bericht über [seine] Reise von Tanger nach Timbuktu und dem Senegal 1879/80. In: Georg von Boguslawski (Hrsg.): Verhandlungen der Gesellschaft für Erdkunde zu Berlin. Band VIII.1881, ZDB-ID 511390-8. Reimer, Berlin 1881, S. 130–140. — Volltext online.
- Kurzer Bericht über meine Reise von Tanger nach Timbuktu und Senegambien. In: Zeitschrift der Gesellschaft für Erdkunde zu Berlin. Band 16.1881, ZDB-ID 2155431-6. Gesellschaft für Erdkunde, Berlin 1881, S. 272–293. — Volltext online.
- Bericht über meine Forschungsreise in Afrika. In: Mittheilungen der kais(erlichen) und könig(lichen) Geographischen Gesellschaft in Wien, Jahrgang 1881, Band 24/1881, S. 238–244 (online bei ANNO).
- Timbuktu: Reise durch Marokko, die Sahara und den Sudan, ausgeführt im Auftrage der Afrikanischen Gesellschaft in Deutschland in den Jahren 1879 und 1880. Brockhaus, Leipzig 1884. — Band 1, Volltext online, Band 2, Volltext online.
  - (Rezension:) Franz Ritter von Le Monnier: Timbuktu. (…). In: Mittheilungen der kaiser(lichen) königl(ichen) Geographischen Gesellschaft, Jahrgang 1884, Band 27/1884, S. 566–570 (online bei ANNO).
- Fas, die Residenz des Sultans Muley Hassan (Teil 1/2). In: Monatsschrift für den Orient, Jahrgang 1884, S. 112–116 (online bei ANNO).
  - Fâs, die Residenz des Sultans Muley Hassan (Teil 2/2). In: Monatsschrift für den Orient, Jahrgang 1884, S. 129–134 (online bei ANNO).
- Die deutschen Colonialbestrebungen in West-Afrika. In: Monatsschrift für den Orient, Jahrgang 1884, S. 241–245 (online bei ANNO).
- Die deutschen Colonien in Afrika und Oceanien. In: Mittheilungen der kais(erlichen) königl(ichen) Geographischen Gesellschaft in Wien, Jahrgang 1885, Band 28/1885, S. 163–182 (online bei ANNO).
- Der Congo. In: Monatsschrift für den Orient, Jahrgang 1884, S. 293–298 (online bei ANNO).
- Die österreichische Congo-Expedition. In: Monatsschrift für den Orient, Jahrgang 1885, S. 99 ff. (online bei ANNO).
  - Von der oesterreichischen Congo-Expedition. In: Monatsschrift für den Orient, Jahrgang 1885, S. 228–235 (online bei ANNO).
- Die österreichische Kongo-Expedition. Briefliche Mitteilung von Prof. Dr. Oskar Lenz. In: A. Supan (Hrsg.): Dr. A. Petermanns Mitteilungen, Band 32.1886, S. 121 ff. — Volltext online.
- Die Bedeutung des Zambesi-Shire für die Erreichung der innerafrikanischen Seen-Gebiete. In: Monatsschrift für den Orient, Jahrgang 1889, S. 49–54 (online bei ANNO).
- Aus der Sahara. Vortrag, gehalten am 3. Jänner 1893. In: Schriften des Vereines zur Verbreitung naturwissenschaftlicher Kenntnisse in Wien. Band 23.1893, Verlag der Zoologisch-Botanischen Gesellschaft in Österreich, Wien 1893, ISSN 0371-4608, S. 277–292 (zobodat.at [PDF; 787 kB]).
- Ueber die Bedeutung der Termiten für Erdbewegung und natürliche Bodencultur in den Tropenländern. Vortrag, gehalten in der Section f(ür) physikal(ische) Geogr(aphie) der 66. Versammlung deutscher Naturforscher u(nd) Aerzte in Wien, im September 1894. In: Mittheilungen der kais(erlichen) königl(ichen) Geographischen Gesellschaft in Wien, Jahrgang 1894, Band 37/1894, S. 711–725 (online bei ANNO).
- Die politische Situation Marokkos. In: Neue Freie Presse, Morgenblatt, Nr. 10727/1894, 5. Juli 1894, S. 1, Mitte rechts. (online bei ANNO).
- Über Geld bei Naturvölkern. Vortrag. Verlags-Anstalt und Druckerei-A.G., Hamburg 1895, OBV.
- Wanderungen in Afrika. Studien und Erlebnisse. Literarische Gesellschaft, Wien 1895, OBV.
- Ueber altarabische Ruinenstätten im Maschona-Land und deren Beziehungen zum biblischen Ophir. Vortrag, gehalten in der Monatsversammlung der k. k. geographischen Gesellschaft in Wien vom 27. October 1896 (…). In: Mittheilungen der kais(erlichen) königl(ichen) Geographischen Gesellschaft in Wien, Jahrgang 1897, Band 40/1897, S. 187–211 (online bei ANNO).
- Karawanenzug durch Nordafrika. Oskar Lenz. Nach den Originalberichten erzählt und herausgegeben von Hans Stadler. Deutscher Verlag für Jugend und Volk, Wien (u. a.) 1925, OBV.

## Auszeichnungen, Ehrungen, Preise
- Ritterkreuz I. Klasse des königlich sächsischen Albrechts-Ordens (1878)[31]
- Ritterkreuz des königlich portugiesischen Christusordens (1879)[32]
- Silberne Karl-Ritter-Medaille (1881)[33]
- Ehrenmitglied der k.k. Geographischen Gesellschaft in Wien (1881)[34]
- Preußisch Königlicher Kronenorden III. Klasse (1881)[35]
- Ritterkreuz des Franz-Joseph-Ordens (1881)[36]
- Médaille d’or pour Voyages d’étude, Missions et Travaux de Reconnaissance der Société de Géographie, Paris (1882)[37]
- Mitglied der Leopoldina, Sektion Geographie (1892)[38]
- Franz-von-Hauer-Medaille (1918, aus Anlass des 70. Geburtstags)[39]